# Rangifer tarandus platyrhynchus
La renna delle Svalbard (Rangifer tarandus platyrhynchus Vrolik, 1829) è una sottospecie di renna presente nell'arcipelago norvegese delle Svalbard.

## Descrizione
È la più piccola delle sottospecie della renna. I maschi pesano mediamente 65–90 kg, le femmine 53–70 kg, mentre per le altre renne il peso è di 159–182 kg per i maschi e 80–120 kg per le femmine.
Il loro sviluppo le porta ad avere gambe corte e una testa relativamente piccola ed arrotondata. La loro pelliccia è di colore più chiaro e più spessa durante l'inverno. I maschi sviluppano grandi palchi durante il periodo da aprile a luglio e perdono parte della pelliccia durante agosto e settembre, così come i palchi all'inizio dell'inverno. Le femmine sviluppano i palchi a partire da giugno e di solito li conservano per un intero anno.

## Distribuzione e habitat
La sottospecie è endemica delle isole di Svalbard, dove ha vissuto per almeno 5.000 anni e si è ben adattata al clima rigido, essendo stata trovata in quasi tutte le aree non glaciali dell'arcipelago.
Sono gli unici grandi mammiferi che pascolano nell'Alto Artico europeo, e questo li rende eccezionali per gli studi sull'introduzione di inquinanti nel cambiamento degli ecosistemi. La pelliccia della renna delle Svalbard contiene elementi e sostanze chimiche contenuti dalla vegetazione che digeriscono. Sono relativamente sedentari e quindi molto vulnerabili ai cambiamenti delle condizioni locali.

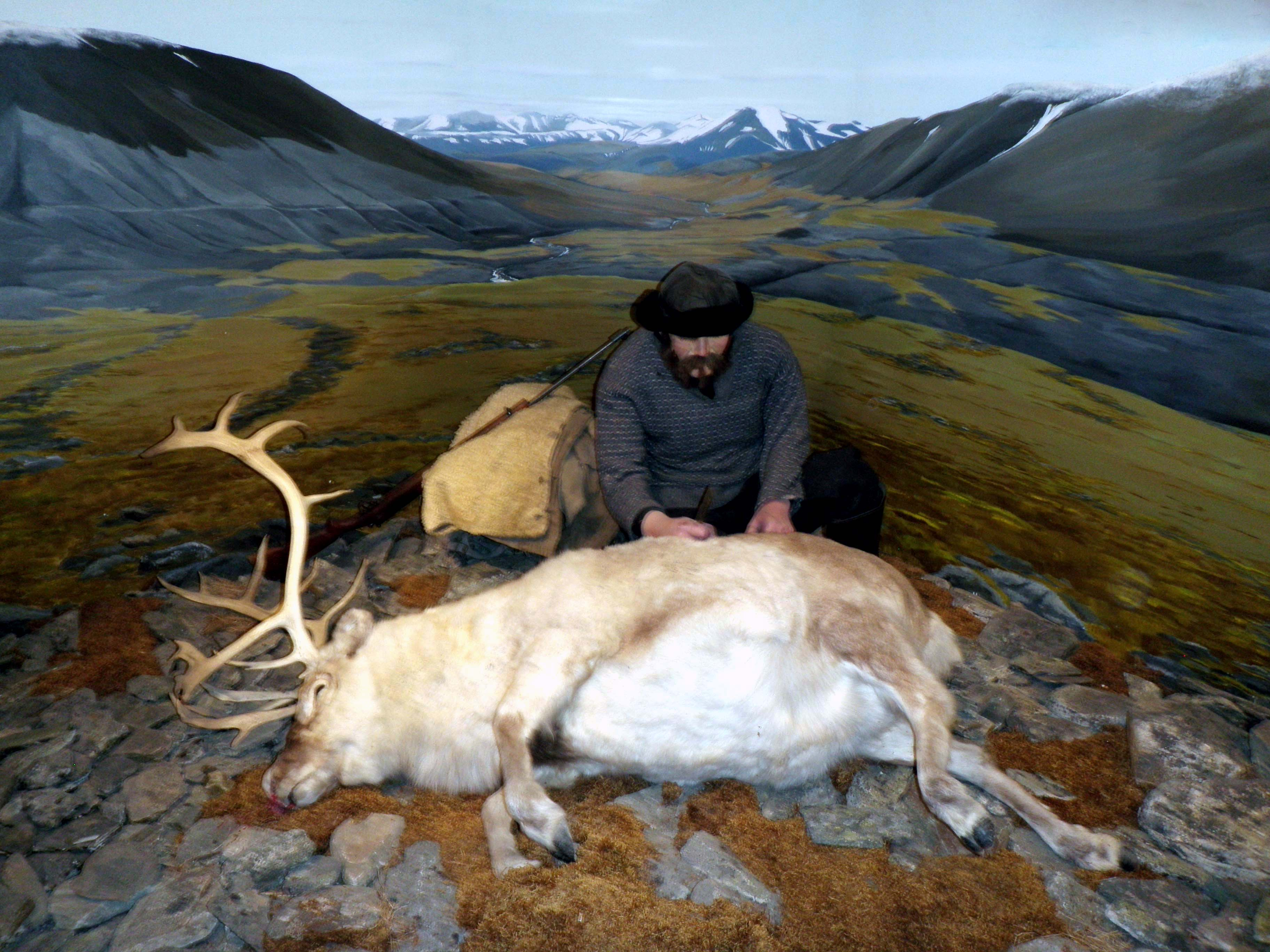
Ricostruzione di scena di caccia della renna delle Svalbard al Museo Polare di Tromsø, Norvegia